# Єрмаков Євген Федорович
Єрмако́в Євге́н Фе́дорович (21 січня (2 лютого) 1868 , Могилів-Подільський, Подільська губернія, Російська імперія  — 1914 або 1946 , Новий Сад ) — київський архітектор, автор численних сакральних споруд.

## Біографічні відомості
Народився в родині підпоручика 132-го піхотного Бендерського полку Федора Андрійовича Єрмакова у Могилеві-Подільському 21 січня 1868 року.
Середню освіту отримав у Київському реальному училищі. У 1887–1892 роках навчався в Інституті цивільних інженерів (Санкт-Петербург), який закінчив по І розряду.
Повернувшись до Києва, у 1893–1898 роках працював інженером при міській управі. У цей час займався, зокрема, проведенням шляхових робіт, прокладанням нових вулиць, упорядкуванням парків і скверів. 
У 1898 році замінив Володимира Ніколаєва на посаді архітектора Київської єпархії; з 1899 року був також штатним архітектором Києво-Печерської лаври. Працюючи єпархіальним архітектором, виконав численні доручення духовного відомства стосовно будівництва храмів, чернецьких келій, монастирських готелів та лікарень, релігійних навчальних закладів, прибуткових будинків церковних громад тощо. Водночас з 1909 року служив на громадських засадах техніком Київського благодійного товариства.
У роки першої світової війни був залучений до оборонного будівництва; звів великі приміщення для шпиталів у Золотоноші та Прилуках.
Під час Гетьманату у 1918 році входив до складу технічно-будівної комісії при Міністерстві сповідань. В цей час він  мешкав у будинку на вул. Володимирській, 20. У подальшому емігрував; помер 1946 року у м. Новий Сад, Югославія.
Молодший брат митрополита Михаїла (Єрмакова)

## Творчість
Євген Єрмаков використовував для культових будівель переважно традиційні форми «російського стилю» та неовізантійські мотиви; у житловому й громадському будівництві віддавав перевагу необароко, «цегляному стилю», модерну. Його творчому методу було властиве поєднання різностильових елементів на одній будівлі. Застосовував передові будівельні прийоми й матеріали, зокрема залізобетонні конструкції, буронабивні палі.

### Основні реалізовані проєкти

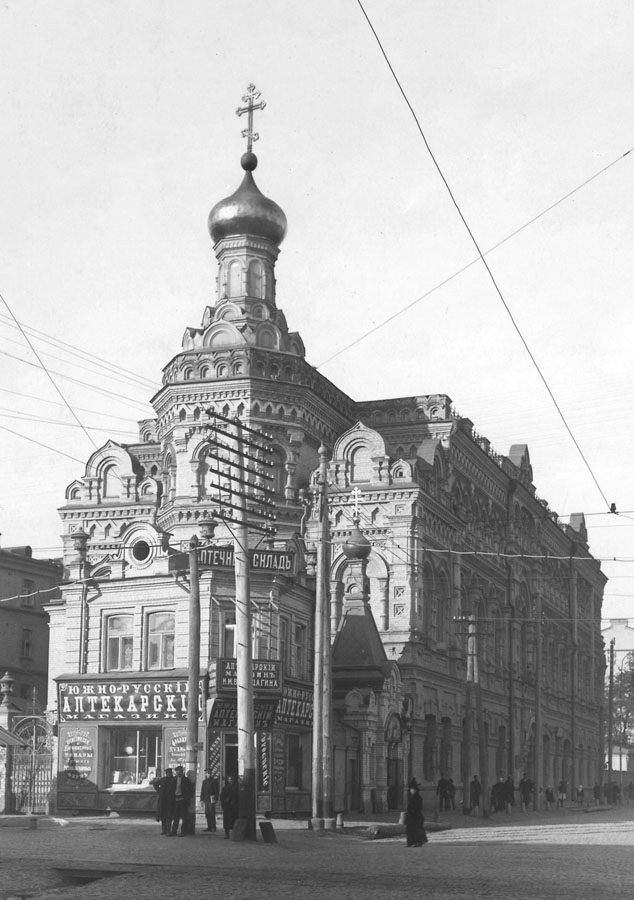
Будинок Православного релігійно-просвітницького товариства. Фото початку XX століття

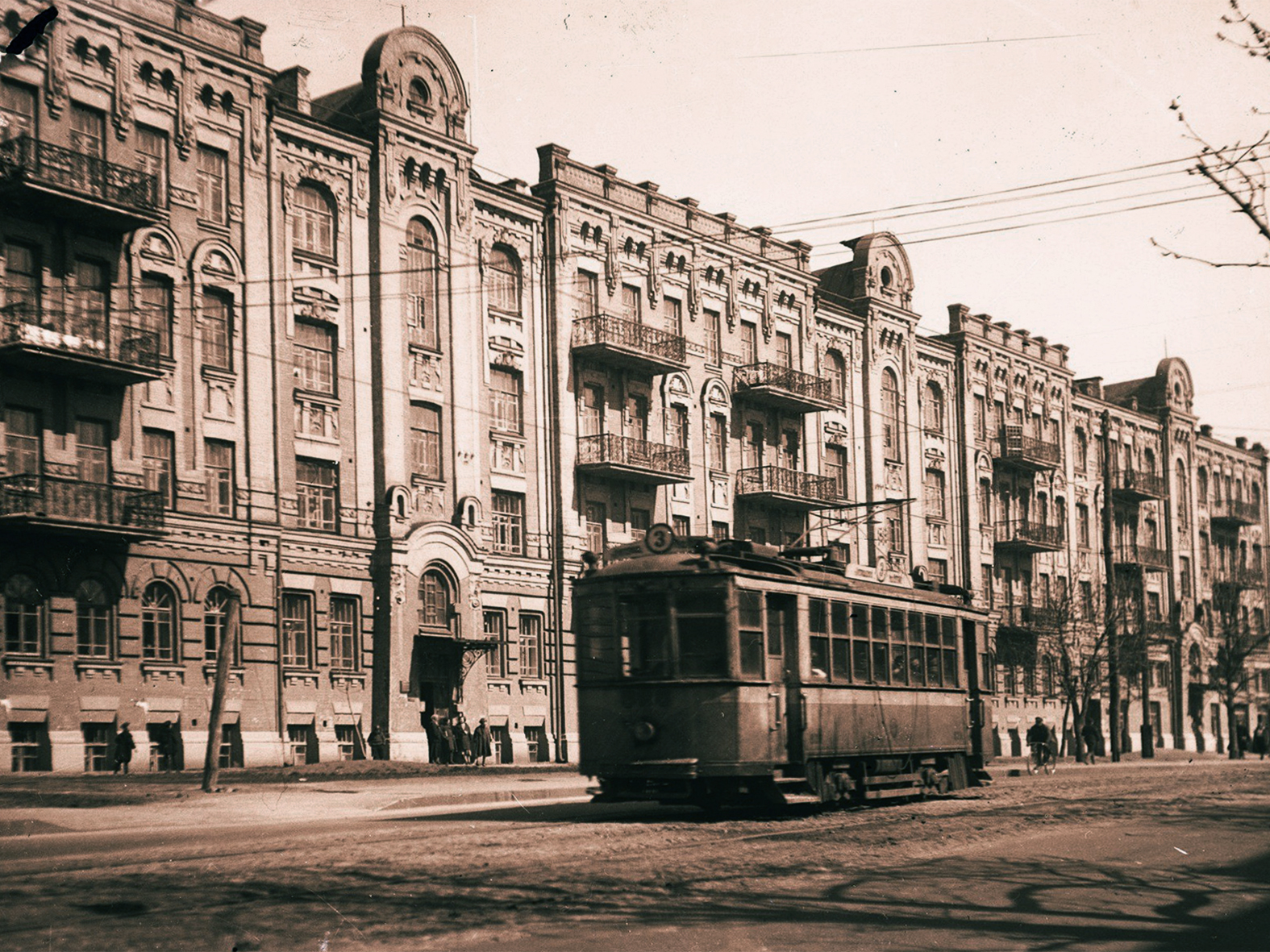
Прибутковий будинок Микільського собору на Печерську

- Келії (корпус № 2) Флорівського монастиря (1895).
- Макаріївська церква на Татарці (1897).
- Альтанка на терасі Андріївського узвозу (1897–1898, план і нагляд).
- Альтанка на Володимирській гірці (1897—1898, план і нагляд).
- Духовна семінарія з домовою церквою на Вознесенському узвозі, нині приміщення Художньої академії (1899–1901, з використанням проєкту синодального архітектора Є. Морозова).
- Прибуткові будинки Митрополитського дому на Софійській площі по Володимирській вулиці, 20, 22 (1898–1905).
- Реконструкція Першого жіночого училища духовного відомства у Кловському палаці з розширенням та надбудовою третього поверху (1901).
- Покровська церква на Мостицькій вулиці, 18 (1900–1906, закінчував будівництво М. Казанський).
- Готельний комплекс Михайлівського Золотоверхого монастиря на Трьохсвятительській вулиці, 4 (1902—1907, надбудований).
- Будівля Православного релігійно-просвітницького товариства з домовою церквою на Великій Житомирській вулиці, 9 (1902–1903, реконструйована з надбудовою і втратою церковного приміщення).
- Прибудова ризниці і бібліотеки до дзвіниці Видубицького монастиря (1902).
- Прибутковий будинок Митрополитанського дому у Рильському провулку, 3–5 (1903, нині значно надбудований).
- Церковно-вчительська семінарія на розі вулиць Академіка Ромоданова, 12/2 і Багговутівської (1903—1905).
- Прибутковий будинок Митрополитанського дому на Стрілецькій вулиці у три черги (1904—1909, нині надбудований).
- Приватний особняк на Інститутській вулиці, 26 (1905).
- Іллінська церква на розі вулиць Безаківської, 25 і Жилянської (1908–1914, не збереглася).
- Лікарня і каплиця Київського благодійного товариства на Великій Васильківській вулиці, 104, ріг Лабораторної (1909; каплицю нині перебудовано у храм Св. Романа Солодкоспівця[4]).
- Церква Св. Єлизавети на Трухановому острові (1909—1910, не збереглася).
- Хірургічний корпус лікарні Покровського монастиря (1910–1911).
- Церква Живоносного Джерела Пресвятої Богородиці Свято-Покровської пустині в Голосієві (1910–1912; була зруйнована, нині відновлена у дещо змінених формах).
- Прибутковий будинок Микільського собору на Печерську, нині вулиця Івана Мазепи, 11 (1912—1913).
- Приватний прибутковий будинок № 14/12 на вулиці Михайла Омеляновича-Павленка (1910-ті роки).
- Приватний прибутковий будинок на Рогнідинській вулиці, 2 (1910-ті роки; нині надбудований).
- Собор Святого Пантелеймона у Феофанії (1904–1914, відреставрований після пошкоджень).

У Києво-Печерській лаврі за проєктами Євгена Єрмакова збудовані:
- аптека (корпус № 24), 1902–1903,
- крамниця ікон біля південних воріт (корпус № 35), 1902–1903,
- корпус співців митрополичого хору (корпус № 6), 1902–1904,
- палітурня (корпус № 15), 1903–1904,
- Благовіщенська митрополича церква (корпус № 86, нині музейне приміщення), 1905,
- огорожа водосвятної каплиці — ківорію (корпус № 95), 1906,
- готель та помешкання лаврських робітників (корпус № 19), 1906–1908,
- бібліотека митрополита Флавіана (корпус № 5), 1908–1909,
- проскурня (корпус № 11), 1913,
- насосна (корпус № 47), 1913,
- Лаврська лікарня з домовою церквою (корпус № 111), 1911–1914.

### Нездійснені або незавершені проєкти
- Трапезна палата та церква Михайлівського Золотоверхого монастиря (проєкт 1904 року, не здійснений).
- Церква Св. Володимира (Володимиро-Либідська) у Либідській частині (проєкт складений 1909 року, роботи були завершені для громади «обновленців» 1927 року, зруйнована в 1930-х роках).
- Києво-Либідьська Троїцька церква (нова будівля, закладена 1911 року, не була завершена, зруйнована в 1930-х роках).

## Роботи за межами Києва
- Церква Михаїла Архангела (проєкт 1902, будівництво, 1905) у селі Росішки Тетіївського району;
- Церква Різдва Богородиці (проєкт 1904, будівництво, 1906–1907) у селі Малі Прицьки Миронівського району (2014 року руїни перенесені для відбудови у село Зеленьки того ж району);
- Церква Різдва Богородиці (проєкт 1904, будівництво, 1908) у селі Мусійки Іванківського району;
- Церква святого Симеона Стовпника (будівництво, 1908–1909) у селі Петропавлівська Борщагівка Києво-Святошинського району;
- Церква Різдва Богородиці (проєкт 1905, будівництво, 1910) у селі Владиславка Миронівського району;
- Троїцька церква (проєкт 1912, будівництво 1914) у селі Шаліївка Сквирського району;
- Розширення існуючого Покровського храму (1882, роботи з розширення, 1900) у селі Ожегівка Володарського району;
- Розширення існуючої церкви Різдва Богородиці (роботи з розширення, 1900-ті) у селі Гавронщина Макарівського району;
- Будівля чоловічої гімназії у місті Аккерман (тепер Білгород-Дністровський) (1903);
- Будівля Аккерманської повітової земської управи (1900-ті).

## Нагороди
- Орден Святого Станіслава 2-го ступеня (6.05.1908)[5]